# Rochus Bassauer
Rochus Bassauer (* 31. August 1942 in Deutsches Reich; † 29. Juli 2024 in Hamburg-Ohlsdorf) war ein deutscher Fernsehproduzent, Drehbuchautor und Redakteur beim Fernsehen.

## Leben
Bassauer startete seine schriftstellerische Laufbahn als freischaffender Autor und stieß in dieser Funktion Ende der 1960er/Anfang der 1970er Jahre zum Fernsehen. Hier begann er zunächst für die ARD zu arbeiten. Er verfasste anfänglich Drehbücher für die NDR-Vorabendserie Hamburg Transit, ehe er Mitte der 1970er Jahre als Redakteur zum ZDF wechselte und dort Unterhaltungsfilme wie Sanfter Schrecken von Alfred Weidenmann betreute. Später kehrte er nach Hamburg zurück und wirkte dort erneut als Drehbuchautor populärer NDR-Serien wie Adelheid und ihre Mörder aber auch weiterhin als Redakteur (Horst Königsteins Film Hard Days, Hard Nights). 
Zu der ZDF/ORF-Serie Schlosshotel Orth lieferte er überdies die Idee, und auch die Publikumsrenner Das Traumschiff und einige Rosamunde-Pilcher-Verfilmungen wurden mit seinen Manuskripten bedacht. In den 1990er Jahren verlagerte Rochus Bassauer seine Tätigkeit mehr und mehr auf die Fernsehproduktion und stellte unter anderem die Krimiserie Die Männer vom K3 her. Ein besonderer Publikumserfolg war ihm mit der Anwaltsserie Liebling Kreuzberg mit Manfred Krug in der Titelrolle beschieden. Mit 65 Jahren zog er sich ins Privatleben zurück.
Rochus Bassauer war mit der Schauspielerin Astrid Meyer-Gossler verheiratet.